# Porsche Super
Porsche Super fue un tractor de Porsche-Diesel. 
El Super fue impulsado por un motor refrigerado por aire, de cuatro tiempos y 2466 cc de cilindrada, con tres cilindros diésel.